# Château des Quat'Sos
Le château des Quat'Sos est un ancien château fort dont les vestiges se dressent sur la commune française de La Réole dans le département de la Gironde, en région Nouvelle-Aquitaine.
Le château fait l'objet d'une protection globale au titre des monuments historiques.

## Localisation
Le château est situé, entre Marmande et Langon, sur le promontoire qui domine en rive droite le confluent de la Garonne et de son minuscule affluent, le ruisseau du Charros, sur la commune de La Réole, dans le département français de la Gironde.

## Étymologie
Son nom, d'origine gasconne, lui a été donné en raison de l'apparence identique de ses quatre tours d'angle, les Quatre sœurs.

## Historique
En 1224, les Réolais obtiennent de Louis VIII le Lion (1187-1226) le droit d'édifier une forteresse, à l'angle sud-ouest de la ville. Leur très récente prise de position en faveur du roi de France et la situation clé de la ville justifient cette construction aux yeux du roi, désormais maître des pays où l'hérésie cathare vient d'être vaincue plus à l'est.
Le château est ainsi construit à la place d'une turris regula rudimentaire, dressée quarante ans plus tôt dans le jardin du prieuré qui date du Haut Moyen Âge aux fins de protéger les apanages de la couronne contre les incursions anglaises. Il est achevé par Henri III d'Angleterre, alors duc d'Aquitaine, pour défendre la Guyenne anglaise.
Il sera âprement disputé entre soldats anglais et français au cours de la guerre de Cent Ans (1337-1453).
L'un des sièges les mieux connus du château des Quat'Sos est raconté dans Les Rois maudits, la fameuse fresque historique de Maurice Druon. À la fin de l'été 1324, pour la cinquième fois, les armées françaises assiègent le château. Elles y expérimentent une nouvelle arme, les « bouches à feu ». Elles obtiennent une reddition relativement rapide de la garnison réolaise, alors que la résistance aurait pu se prolonger davantage. C'est que la saison des vendanges est venue : les Réolais ne voient pas l'utilité de résister plus longtemps, alors que la récolte risque d'être perdue. Cette justification anecdotique ne contredit pas, bien au contraire, l'attitude constante de la bourgeoisie réolaise au Moyen Âge : la fidélité au maître d'hier ne doit jamais contredire l'intérêt de demain.
La forteresse, de même que le prieuré et les autres richesses de la ville, redeviendra la propriété des rois de France à la fin de cette guerre, après la victoire définitive des Français à la bataille de Castillon en 1453.

## Description
Le château, édifié à la fin du XIIe siècle est rebâti au XIIIe siècle, se dresse à l'angle formé par la vallée du fleuve et un vallon affluent. La ville s'est étendue derrière.
La double enceinte fortifiée a été conservée au sud. C'est là que le château a le mieux gardé son allure de forteresse du Moyen Âge.
Des quatre sœurs initiales, il n'en reste que trois dont celle, imposante, du sud-ouest dite « la Thomasse », dédiée par les Anglais à saint Thomas, dominant le cours de la Garonne d'une trentaine de mètres. Une cinquième tour, dite du portal est mentionnée dans un inventaire de 1561.
La façade méridionale a été percée de fenêtres et d'une galerie au XVIIe siècle, époque à partir de laquelle le château a perdu sa fonction défensive, sur les directives de Richelieu. Il a perdu aussi une partie de ses murailles, celles qui se trouvaient sur l’emplacement des jardins actuels, vers le nord-ouest, et qui protégeaient l’entrée du château depuis la ville.

## Protection aux monuments historiques
Le château, à l'exclusion des parties classées est inscrit par arrêté du 6 mars 1947. La tour « Thomasse », la tour sud-est, la tour nord-ouest, les courtines situées entre ces tours, avec les toitures qui les protègent sont classées par arrêté du 9 novembre 1960.
En outre, en décembre 2021, la Fondation du patrimoine décida de financer à hauteur de 300 000 euros des travaux de réhabilitation du bâtiment.

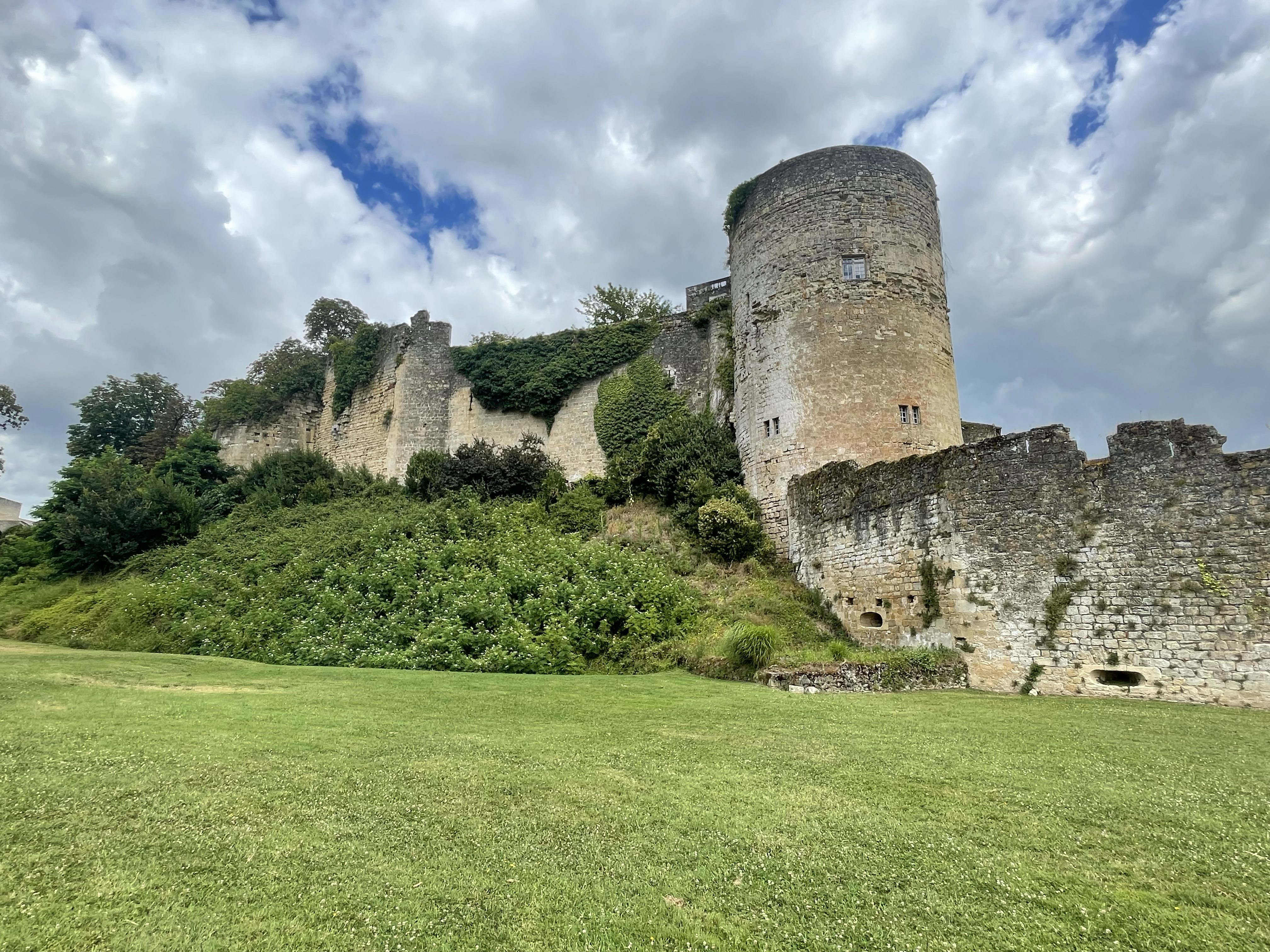
Murailles côté ouest
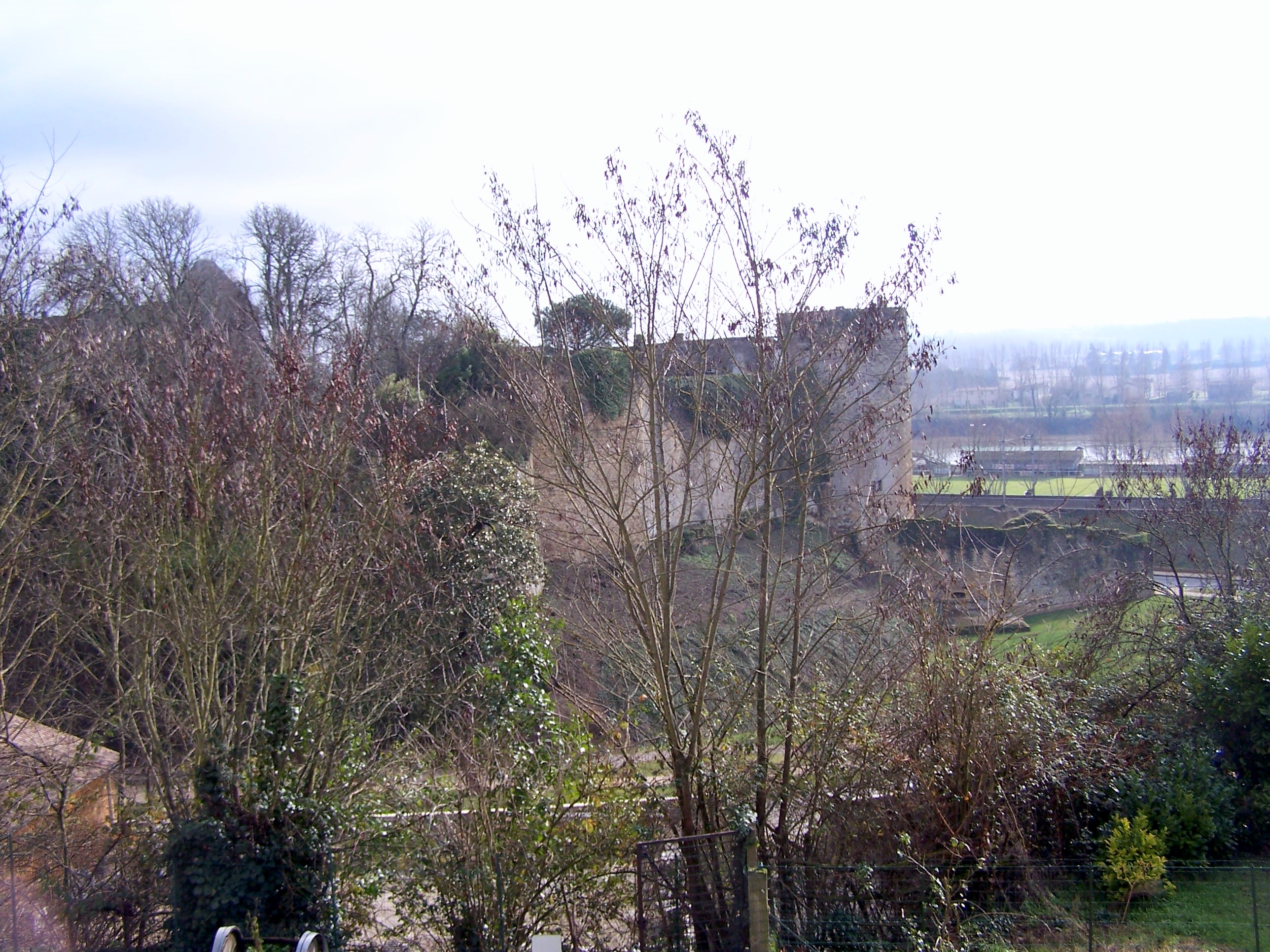
Vue nord-ouest depuis l'ancienne RN 113 (janvier 2010).
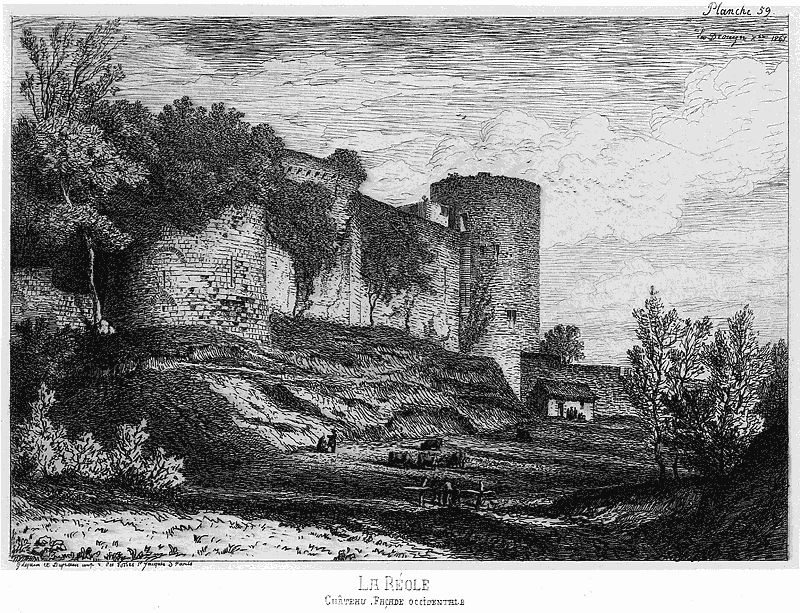
Gravure de Léo Drouyn (1861).